# Taça de Portugal de 2004–05
A Taça de Portugal 2004-05 foi 65ª edição da Taça de Portugal, competição sob alçada da Federação Portuguesa de Futebol. A final foi jogada a 29 de maio de 2005, no Estádio Nacional do Jamor entre o Benfica e Vitória de Setúbal, onde a segunda equipa sagrou-se campeã, ao vencer de virada por 2 a 1, conquistando, naquela oportunidade, a sua terceira taça da competição, após 38 anos do último triunfo.

## Oitavos de final
Os oitavos de final foram realizados entre 25 e 26 de janeiro de 2005, em jogo único.
| Visitado (C)              | Resultado                 | Visitante (C)             |
| Benfica (PL)              | 3 - 3 (2-2a.p.) (7-6g.p.) | Sporting (PL)             |
| Estrela da Amadora (PL)   | 1 - 0                     | Penafiel (LH)             |
| Académica de Coimbra (PL) | 1 - 2                     | Marítimo (PL)             |
| Pinhalnovense (II)        | 1 - 2                     | Belenenses (PL)           |
| Vitória de Setúbal (PL)   | 3 - 1                     | Vitória de Guimarães (PL) |
| Ol. Hospital (III)        | 0 - 1                     | Braga (PL)                |
| Nacional da Madeira (PL)  | 3 - 4 (1-1a.p.)           | Boavista (PL)             |

| - C - campeonato em que a equipa joga |  | - III - III Divisão - II - II Divisão - LH - Liga de Honra - PL - Primeira Liga |

## Quartos de final
Os quartos de final foram realizados entre 2 e 3 de março de 2005. O sorteio aconteceu em 2 de fevereiro de 2005.
| Visitado (C)            | Resultado                 | Visitante (C)   |
| Marítimo (PL)           | 0 - 2                     | Boavista (PL)   |
| Estrela da Amadora (PL) | 0 - 0 (0-0a.p.) (8-7g.p.) | Belenenses (PL) |
| Vitória de Setúbal (PL) | 3 - 2                     | Braga (PL)      |
| Benfica (PL)            | 1 - 0                     | Beira-Mar (LH)  |

| - C - campeonato em que a equipa joga |  | - LH - Liga de Honra - PL - Primeira Liga |

## Meias-finais
| Visitado (C)            | Resultado       | Visitante (C) |
| Vitória de Setúbal (PL) | 2 - 1 (1-1a.p.) | Boavista (PL) |
| Estrela da Amadora (PL) | 0 - 3           | Benfica (PL)  |

| - C - campeonato em que a equipa joga |  | - PL - Primeira Liga |

## Final
A final do torneio, ocorrida no Estádio Nacional do Jamor, foi entre o Benfica e o Vitória de Setúbal. Simão Sabrosa marcou o primeiro golo de grande penalidade para a equipa lisbonense, logo aos 4 minutos de partida. Mas a equipa de Setúbal conseguiu virar a partida com golos de Manuel José e Meyong, sagrando-se campeão da taça, após 38 anos do último triunfo.
| 29 de Maio, de 2005 17:00 | Benfica         | 1 – 2 | Vitória de Setúbal           | Estádio Nacional do Jamor, Lisboa Público: Árbitro: Paulo Costa |
|                           | Simão 4' (G.P.) |       | Manuel José 26' · Meyong 72' |                                                                 |

| | |  |                                                                                  |                                                                                  |
| | Cartões & substituições                                                                            |  |                                                                                  |                                                                                  |
| Fyssas dos Santo 54' Nuno Assis Mantorras 74' Nuno Gomes Delibašić 85' Mantorras 88' Delibašić 90' | Fyssas dos Santo 54' Nuno Assis Mantorras 74' Nuno Gomes Delibašić 85' Mantorras 88' Delibašić 90' |  | Moretto 3' Hugo Alcântara 55' Jorginho 60' Manuel José Binho 78' Meyong Igor 88' | Moretto 3' Hugo Alcântara 55' Jorginho 60' Manuel José Binho 78' Meyong Igor 88' |

## Campeão
| Taça de Portugal 2004-05     |
| ---------------------------- |
| Vitória de Setúbal 3º Título |